# Радмила Јовандић Ђапић
Радмила Јовандић Ђапић (Сарајево, 11. јул 1946.) српска је сликарка, графичарка и графичка дизајнерка која живи и ради у Француској.

## Биографија
Радмила Јовандић Ђапић је 1971. дипломирала на Факултету примењених уметности и дизајна у Београду. 1976. је завршила постдипломске студије на истом факултету. Студијски је боравила у Лондону и Паризу. Боравила је у уметничким колонијама у Струмици, Стрмцу, Клајнзахзену, Почитељу.
Од 1973. до 1992. радила је као асистент, доцент и ванредни професор на Академији ликовних умјетности у Сарајеву. 1992. је кренула на постдипломске студије, три семестра специјализације из литографије и дубоке штампе на Високој школи за уметничко-индустријски дизајн у Прагу.
Од 1998. до 2001. радила је као наставник у Школи за декор и обликовање порцелана у Лиможу.